# Monstre utilitariste
Le monstre utilitariste est une expérience de pensée en éthique créée par le philosophe Robert Nozick en 1974 comme critique de l'utilitarisme.

## L'expérience de pensée
Un être hypothétique, que Nozick appelle le monstre utilitariste (utility monster), est un individu qui recevrait beaucoup plus d’utilité que quiconque d'autre pour chaque unité d’une ressource. Par exemple, manger un cookie pourrait apporter une seule unité de plaisir à une personne ordinaire, mais pourrait apporter 100 unités de plaisir à un monstre utilitaire. Si le monstre utilitariste peut tirer un tel plaisir de chaque unité de ressources, il découle de l’utilitarisme de lui attribuer les cookies. Si le monstre utilitariste existait, il justifierait même les mauvais traitements et peut-être l'annihilation de tous les autres personnes si le plaisir obtenu par le monstre l'emporte sur la souffrance qu'il peut causer. Nozick écrit: 
 La théorie utilitariste est embarrassée par la possibilité que des monstres utilitaristes obtiennent des sommes d'utilité énormément plus grandes de tout sacrifice d'autrui que ceux que ces autres perdent... la théorie semble exiger que nous soyons tous sacrifiés dans la gueule du monstre, afin d'accroître l'utilité totale. 
 Cette expérience de pensée tente de montrer que l'utilitarisme n'est pas réellement égalitaire, même s'il semble l'être à première vue.
Il n’y a aucun moyen d’agréger les utilités qui puissent contourner la conclusion voulant que toutes les unités de bonheur soient affectées au monstre, car il est possible de définir un monstre utilitariste quelle que soit la situation donnée.
On peut montrer que tous les systèmes conséquentialistes basés sur la maximisation d'une fonction globale doivent faire face à des monstres utilitaristes. Par exemple, le maximin de Rawls considère que l'utilité d'un groupe est la même que celle du membre le plus mal loti. Le monstre de l'utilitarisme total n'existe plus, car dès qu'un monstre reçoit suffisamment d'utilité pour ne plus être le plus démuni du groupe, il n'est plus nécessaire de le nourrir. Mais le maximin a son propre monstre : un être malheureux (le plus démuni) dont il faudrait augmenter l'utilité à tout prix, peu importe le nombre de ressources qui lui sont consacrées.

## Histoire
Robert Nozick, un philosophe américain du XXe siècle, a inventé ce terme de monstre utilitariste en réponse à la philosophie de l'utilitarisme de Jeremy Bentham. Nozick défend qu'accepter l'utilitarisme implique d'accepter que certaines personnes peuvent justifier l'exploitation des autres. Un individu (ou un groupe spécifique) revendiquerait le droit à plus "d'unités de bonheur" au détriment des autres.
Nozick affirme que les monstres justifient leur cupidité par l'idée qu’ils subissent, par rapport aux autres, une inégalité ou une plus grande tristesse dans le monde et qu'ils méritent plus d'unités de bonheur pour combler ce fossé. Les personnes ne faisant pas partie du groupe de monstres utilitaristes se retrouvent avec moins d'unités de bonheur à se répartir car ils sont à la base plus heureux, et auraient moins besoin d'unités de bonheur supplémentaires.

## Implications sociales

### Liberté d'expression
Le monstre utilitariste a été invoqué dans les débats sur la liberté d'expression. Les défenseurs des lois contre les discours de haine, contre brûler des drapeaux et contre le blasphème ont été accusés de devenir des monstres utilitaristes afin d'accroître le soutien à leurs politiques.

### Population
Le monstre utilitariste a été invoqué dans les débats sur la population. La "conclusion répugnante" de Derek Parfit suggère que des humains supplémentaires ajouteraient au bonheur total, même si la population en expansion diminuait le bonheur moyen. Un raisonnement opposé aboutit à l'idée que le monde serait mieux avec une seule personne extrêmement heureuse. Parfit suggère que le monstre utilitariste de Nozick est trompeur, car il fait appel à nos intuitions sur un être extrêmement heureux ce qui est, selon lui, inconcevable. Il préfère une échelle continue du bonheur, plus conforme au sens commun, basée sur la rareté d’unités de bonheur.

### Pertinence
Le monstre utilitariste est une condition de l’utilitarisme car il relève de la question de la mesure du bonheur. Une personne peut éprouver beaucoup de chagrin, mais il n’existe aucun moyen physique de mesurer le manque de bonheur qu’elle éprouve, et de le comparer à une personne qui subit une douleur différente comme une torture physique. Reformulée, la question consiste à savoir quelle personne mérite plus et quelle personne mérite moins d'unités de bonheur, d'après l'expérience de leur vie. Les individus doivent croire la parole de l’autre en ce qui concerne le bonheur ressenti et qu'ils sont en droit de revendiquer. Bien que l'idée est commune que des individus en souffrance méritent une compensation pour leur douleur, le monstre utilitariste de Nozick profiterait de ce processus de récompense, en proclamant que leur douleur mérite la plus grande récompense.

### Sentience des machines
Certains chercheurs estiment probable que des machines sentientes soient créées dans le futur. Et qu'elles puissent être conçues de sorte à utiliser moins de ressources que les humains et à ressentir un bonheur bien plus intense. Elles pourraient ainsi constituer des monstres d'utilité. Le terme « super-bénéficiaire » est parfois préféré pour éviter la connotation péjorative de « monstre ».

## Voir également
- Utilitarisme total et utilitarisme moyen